# Dalal Midhat-Talakić
Dalal Midhat-Talakić est une chanteuse bosnienne de RnB, de funk et de pop. Elle est membre du groupe de musique Erato, avec la chanteuse Aida Jašarević.
Le 25 novembre 2015, Dalal, le chanteur Deen et la violoncelliste Ana Rucner sont annoncés comme les prochains représentants de la Bosnie-Herzégovine au Concours Eurovision de la chanson 2016 qui se déroulera à Stockholm.
Le groupe participe à la demi-finale, le 10 mai 2016 mais ne réussissent pas à se qualifier pour la finale du 14 mai.